# Eidgenössische Abstimmung über die Umsetzung der EU-Waffenrichtlinie im Schweizer Waffenrecht

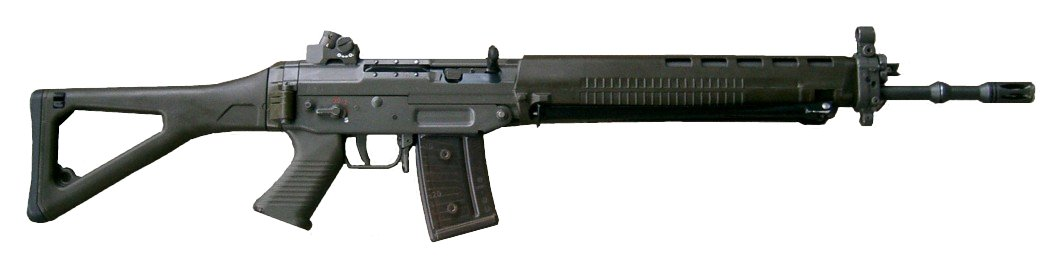
Sturmgewehr 90: Aufgrund von EU-Richtlinien soll unter anderem die Grösse der Magazine eingeschränkt werden. Auch müssen Teile der Waffen mit Nummern gekennzeichnet werden. In der EU gelten solche Waffen als verbotene Kriegswaffen, in der Schweiz sind sie auf 300-Meter-Bahnen der Schützenvereine häufig anzutreffen.

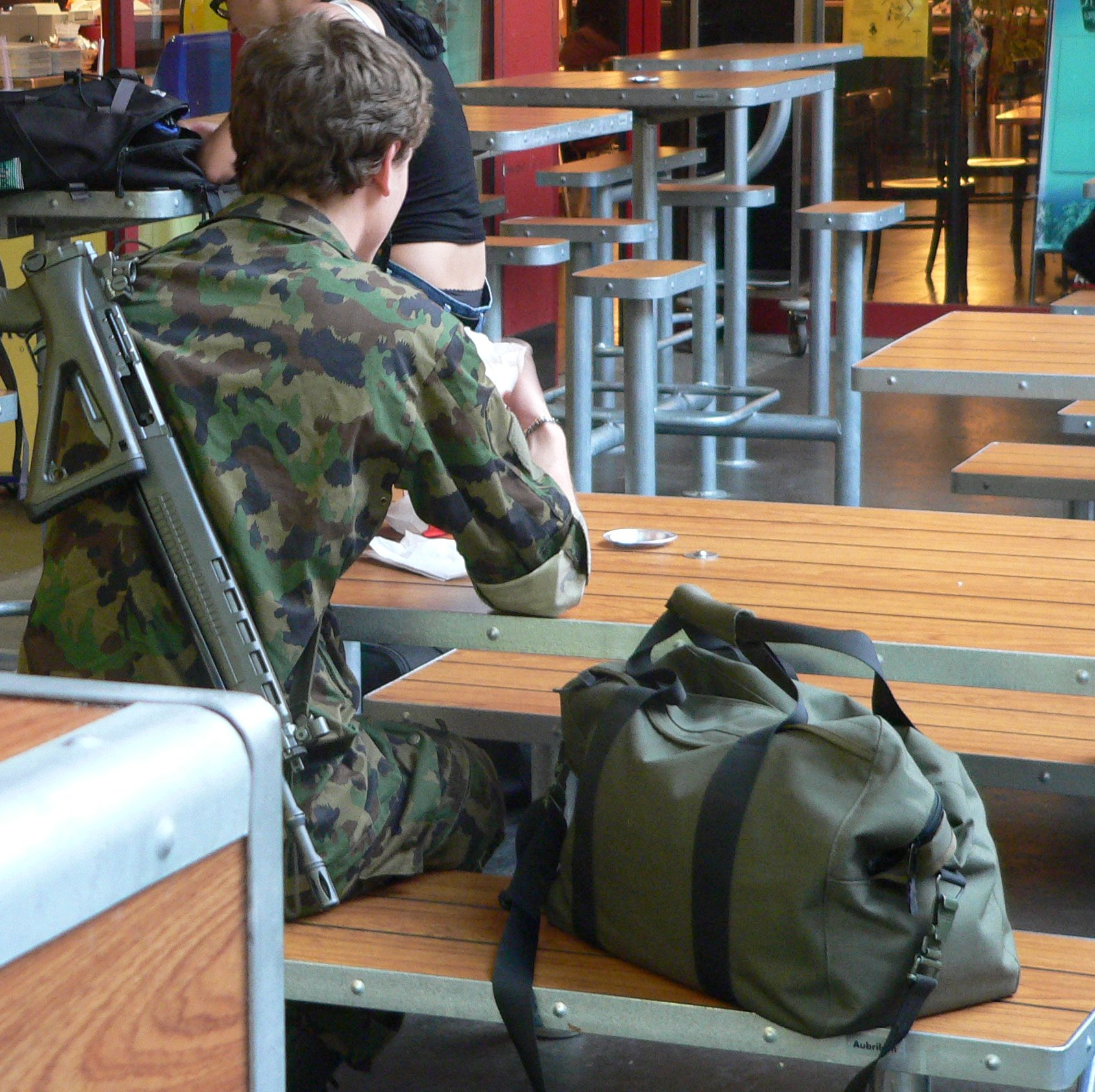
In der Schweiz ein alltäglicher Anblick: Soldat mit Sturmgewehr in der Öffentlichkeit

Die Abstimmung über die Umsetzung der EU-Waffenrichtlinie im Schweizer Waffenrecht (formell: «Bundesbeschluss vom 28.09.2018 über die Genehmigung und die Umsetzung des Notenaustauschs zwischen der Schweiz und der EU betreffend die Übernahme der Richtlinie [EU] 2017/853 zur Änderung der EU-Waffenrichtlinie [Weiterentwicklung des Schengen-Besitzstands]») war eine Volksabstimmung des Schweizer Stimmvolks, die am 19. Mai 2019 stattfand. Dabei wurde abgestimmt, ob die vom Schweizer Parlament (Nationalrat und Ständerat) am 28. September 2018 verabschiedeten Änderungen des Schweizer Waffengesetzes in Kraft treten.
Gegen die geplanten Änderungen hatte die Interessengemeinschaft Schiessen Schweiz (IGS) schweizweit 125'000 Unterschriften gesammelt. Erforderlich wären 50'000 Unterschriften gewesen. Formell wurde der Antrag auf Referendum am 17. Januar 2019 von der IGS bei der Bundeskanzlei eingereicht. Bei der Abstimmung am 19. Mai 2019 wurden die vom Bundesrat und dem Parlament vorgeschlagenen Änderungen schliesslich deutlich angenommen.

## Hintergrund
Am 13. Februar 2011 stimmte das Schweizer Stimmvolk über eine Verschärfung des Schweizer Waffenrechts aus dem Jahre 2008 ab. Die Eidgenössische Volksinitiative «Für den Schutz vor Waffengewalt» wurde vom Stimmvolk abgelehnt.
Nach den Pariser Anschlägen 2015 beschloss die Europäische Union die Revision und Verschärfung des europäischen Waffenrechts und gab die «EU-Waffenrichtlinie 2017 (EU) 2017/853» heraus, die von den Mitgliedsstaaten bis zum 30. Juni 2019 in nationale Gesetze umgesetzt werden mussten. Zwar ist die Schweiz kein Mitglied der EU, doch hat sie sich aufgrund des Assoziierungsabkommens mit der EU vom 26. Oktober 2004 verpflichtet, Änderungen im Waffenrecht zu übernehmen. Dementsprechend kündigte sie per Bundesbeschluss vom 28. September 2018 eine Änderung des Schweizer Waffenrechts an. Als Frist für ein Referendum legte der Bundesrat den 17. Januar 2019 fest. Die IGS reichte daraufhin fristgerecht das Referendum bei der Bundeskanzlei ein.

## Positionsbezüge
Für eine Änderung des Schweizer Waffenrechts sprachen sich alle grossen Parteien der Schweiz aus, mit Ausnahme der SVP und zwei Kantonalsektionen der Jungfreisinnigen. Bundesrat, Nationalrat und Ständerat positionierten sich für die Gesetzesänderung. Auch Economiesuisse und der Schweizerische Gewerbeverband sprachen sich für die Änderungen aus. Für ein «Nein» positionierte sich neben den Initiatoren auch die Schweizerische Offiziersgesellschaft (SOG).

## Argumente der Befürworter
Befürworter der Änderung des Waffenrechts befürchteten, dass bei einem «Nein» zum Zustandekommen der Änderungen die Europäische Union wichtige Verträge – wie das Schengener Abkommen und die Dublin-Vereinbarungen – hätte kündigen können. Dadurch hätte die Schweiz in Europa alleine dagestanden, und der freie Verkehr und Handel hätten gefährdet werden können. Der Bundesrat habe einen guten Kompromiss vereinbaren können: Zwar würden die in der Schweiz weitverbreiteten Sturmgewehre als «verbotene Waffen» per Waffengesetz deklariert, doch bedeute diese Deklaration nicht automatisch, dass diese tatsächlich «verboten» würden. In der Regel müsse kein Besitzer eines Sturmgewehrs dieses zurückgeben, sondern müsse nach einer Übergangszeit von fünf Jahren eine «Waffenausnahmebewilligung» beantragen, um diese Waffe weiterhin besitzen zu dürfen. Wie von der EU vorgesehen, müsse er einen Bedarf nachweisen, indem er belegt, dass er Mitglied eines Schützenvereins ist oder regelmässig mit der Waffe auf einem Schiessstand trainiert. Die meisten Sturmgewehre in Privatbesitz seien sowieso nicht von der Änderung des Waffengesetzes betroffen, da es sich um Waffen handle, die das Militär seinen Soldaten als Privatbesitz übergeben habe und die nicht unter die Regelungen der EU fielen. Die Kennzeichnungsfrist und Registrierung von Waffen und Waffenteilen (Magazine, Läufe usw.) müssten innerhalb von drei Jahren vorgenommen werden. Das sei in anderen europäischen Ländern schon lange Vorschrift. Sturmgewehre mit Magazinen von weniger als 11 Patronen bzw. Pistolen mit Magazinen von weniger als 21 Patronen würden nicht als «verbotene Waffen» deklariert. Die jahrhundertealte Tradition von Waffenbesitz in Privathaushalten (circa 45 % der Haushalte der Schweiz verfügen über eine oder mehrere Waffen) sei nicht bedroht; zudem sei das Schweizer Milizsystem von der Änderung des Waffenrechts nicht betroffen. Mitglieder könnten ihre Ordonnanzwaffen weiterhin zu Hause aufbewahren.

## Argumente der Gegner
Für die Gegner ist die Änderung des Waffengesetzes ein Angriff gegen die «Freiheitsrechte» der Schweiz. Schweizer Bürger – und die meisten in der Schweiz lebenden Ausländer – hätten ein Recht auf den Besitz eines Sturmgewehrs. Die Änderung des Waffengesetzes mache aus diesem Recht ein Privileg, über welches nicht demokratisch gewählte Beamte entschieden. Die «Volksbewaffnung» habe das Schweizer Staatswesen erst ermöglicht. Deswegen starteten sie die Kampagne «Nein zum Entwaffnungsdiktat der EU». Auch seien die Registrierung der Waffen und Waffenteile sowie der Nachweis eines Bedarfs ein bürokratisches Ungeheuer, welches nichts bringe. Die Attentate von Paris seien nicht mit legalen Waffen ausgeführt worden, sagen die Gegner. Die Europäische Union habe kein Interesse, wegen einer demokratisch legitimierten Ablehnung der Änderungen die bestehenden Verträge mit der Schweiz aufzukündigen. Die EU habe vielmehr ein Eigeninteresse, dass die Verträge mit der Schweiz weiterhin Gültigkeit behielten.

## Abstimmung

Ergebnisse nach Kantonen

Die vom Bundesrat vorschlagene Anpassung des Waffenrechts wurde in der Abstimmung am 19. Mai 2019 mit deutlicher Mehrheit angenommen.
| Kanton                           | Ja (%) | Nein (%) | Beteiligung (%) |
| -------------------------------- | ------ | -------- | --------------- |
| Aargau                           | 59,4   | 40,6     | 42,1            |
| Appenzell Ausserrhoden           | 64,3   | 35,7     | 43,2            |
| Appenzell Innerrhoden            | 52,9   | 47,1     | 36,7            |
| Basel-Landschaft                 | 62,4   | 37,6     | 41,8            |
| Basel-Stadt                      | 75,0   | 25,0     | 53,0            |
| Bern                             | 61,2   | 38,8     | 43,8            |
| Freiburg                         | 62,0   | 38,0     | 40,9            |
| Genf                             | 72,8   | 27,2     | 45,3            |
| Glarus                           | 55,6   | 44,4     | 36,7            |
| Graubünden                       | 55,7   | 44,3     | 49,0            |
| Jura                             | 61,9   | 38,1     | 38,9            |
| Luzern                           | 65,9   | 34,1     | 45,7            |
| Neuenburg                        | 72,6   | 27,4     | 39,3            |
| Nidwalden                        | 53,4   | 46,6     | 48,6            |
| Obwalden                         | 51,7   | 48,3     | 47,6            |
| Schaffhausen                     | 59,0   | 41,0     | 63,8            |
| Schwyz                           | 51,6   | 48,4     | 47,0            |
| Solothurn                        | 58,8   | 41,2     | 42,9            |
| St. Gallen                       | 64,0   | 36,0     | 42,0            |
| Tessin                           | 45,5   | 54,5     | 46,3            |
| Thurgau                          | 59,1   | 40,9     | 40,0            |
| Uri                              | 56,5   | 43,5     | 39,0            |
| Waadt                            | 71,6   | 28,4     | 44,5            |
| Wallis                           | 57,1   | 42,9     | 44,6            |
| Zug                              | 67,0   | 33,0     | 47,5            |
| Zürich                           | 70,6   | 29,4     | 42,7            |
| Schweizerische Eidgenossenschaft | 63,7   | 36,3     | 43,3            |